# Areopaguristes hummi
Areopaguristes hummi is een tienpotigensoort uit de familie van de Diogenidae. De wetenschappelijke naam van de soort is voor het eerst geldig gepubliceerd in 1955 door Wass.